# Immuuncomplex
Een immuuncomplex is het binden van voornamelijk IgG antilichamen aan lichaamsvreemde antigenen, waardoor er mogelijk wordt gemaakt dat deze kan worden verwijderd, na binding van complement (meestal C3b). De rode bloedcel ruimt deze vervolgens op door het naar de milt en lever te brengen voor afbraak tot moleculen. 
Er zijn drie soorten immuuncomplexen, de kleine (smalle), intermediaire (middelgrote) en grote immuuncomplexen. De smalle immuuncomplexen zijn niet te verwijderen, omdat deze uit 1 IgG antilichaam en twee lichaamsvreemde antigenen bestaan. Een complement behoeft minimaal 2 IgG antilichamen in het immuuncomplex, om aan deze te binden. Aan dit laatste voldoen de middelgrote en grote immuuncomplexen.